# Пиргос (дем Кожани)
Вижте пояснителната страница за други значения на Пиргос.
Пиргос или Куле (на гръцки: Πύργος) е село в Република Гърция, в дем Кожани, област Западна Македония.

## География
Пиргос е разположено на 380 m надморска височина, близо до левия бряг на река Бистрица (Алиакмонас), на язовира Полифитоско езеро.

## История

### В Османската империя
В края на ХІХ век Пиргос е малко гръцко християнско село в югозападната част на Кожанската каза на Османската империя. Александър Синве ("Les Grecs de l’Empire Ottoman. Etude Statistique et Ethnographique"), който се основава на гръцки данни, в 1878 година пише, че в Пиргос (Pyrgos) живеят 180 гърци.
Според статистиката на Васил Кънчов („Македония. Етнография и статистика“) през 1900 година в Куле има 77 гърци.
На Етнографската карта на Битолския вилает на Картографския институт в София от 1901 година Куле е чисто гръцко село в Кожанската каза на Серфидженския санджак с 16 къщи.
Според статистика на Серфидженския санджак на гръцкото консулство в Еласона от 1904 година в Пиргос (Πύργος), Кожанска каза, живеят 100 гърци елинофони християни.
По данни на секретаря на Българската екзархия Димитър Мишев („La Macédoine et sa Population Chrétienne“) в 1905 година в Куле (Koulé) има 80 гърци.

### В Гърция
През Балканската война в 1912 година в селото влизат гръцки части и след Междусъюзническата в 1913 година остава в Гърция.
Населението традиционно произвежда жито, тютюн и други земеделски продукти, като се занимава и със скотовъдство.
| Година    | 1913 | 1920 | 1928 | 1940 | 1951 | 1961 | 1971 | 1981 | 1991 | 2001 | 2011 | 2021 |
| --------- | ---- | ---- | ---- | ---- | ---- | ---- | ---- | ---- | ---- | ---- | ---- | ---- |
| Население | 97   | 74   | 101  | 140  | 184  | 190  | 157  | 134  | 135  | 119  | 71   | 66   |